# شلن السلطنة القعيطية
شلن السلطنة القعيطية كان عملة مستخدمة في السلطنة القعيطية التي كانت تحكم الجزء الساحلي من حضرموت، السلطنة القعيطية.
عندما إنتهى عهد السلاطين بتفكك اتحاد الجنوب العربي بخروج المستعمر البريطاني من جنوب اليمن وإعلان قيام جمهورية اليمن الجنوبية الشعبية، تم استبدال كل العملات التي تخص عهد السلطنات والدويلات بعملة جديدة وهي دينار اليمن الجنوبي التي استبدلت هي الأخرى بالريال اليمني بعد إعادة تحقيق الوحدة اليمنية وإعلان قيام الجمهورية اليمنية.